# Тајлхајм
Тајлхајм (њем. Theilheim) општина је у њемачкој савезној држави Баварска. Једно је од 52 општинска средишта округа Вирцбург. Према процјени из 2010. у општини је живјело 2.452 становника. Посједује регионалну шифру (AGS) 9679193.

## Географски и демографски подаци
Тајлхајм се налази у савезној држави Баварска у округу Вирцбург. Општина се налази на надморској висини од 231 метра. Површина општине износи 9,7 km². У самом мјесту је, према процјени из 2010. године, живјело 2.452 становника. Просјечна густина становништва износи 253 становника/km².